# Eleições presidenciais na Guiné em 2003
Uma eleição presidencial realizou-se na Guiné em 21 de dezembro de 2003. O incumbente Lansana Conté ganhou mais de 95,6% dos votos após a maioria dos partidos de oposição boicotarem a eleição.
Conté concorreu para um outro período de sete anos apesar dos graves problemas de saúde, incluindo a diabetes, o que causou algumas dúvidas da sua capacidade de continuar como Presidente. Na sequência da sua vitória, ele prestou juramento em 19 de janeiro 2004 e jurou combater à corrupção em um programa televisivo na ocasião.

## Resultados
| Candidatos - Partidos                                                                                 | Votos | %    |
| --- | ----- | ---- |
| Lansana Conté - Partido Unidade e Progresso (Parti de l'Unité et du Progrès)                          |       | 95.6 |
| Mamadou Bhoye Barry - União Nacional para o Progresso (Union pour le progrès national)                |       | 4.4  |
| Total (afluência 82.8 %)                                                                              |       |      |
| Fonte: Rulers. Os principais partidos da oposição boicotaram as eleições, e o resultado é contestado. |       |      |